# مقاطعة أبهر

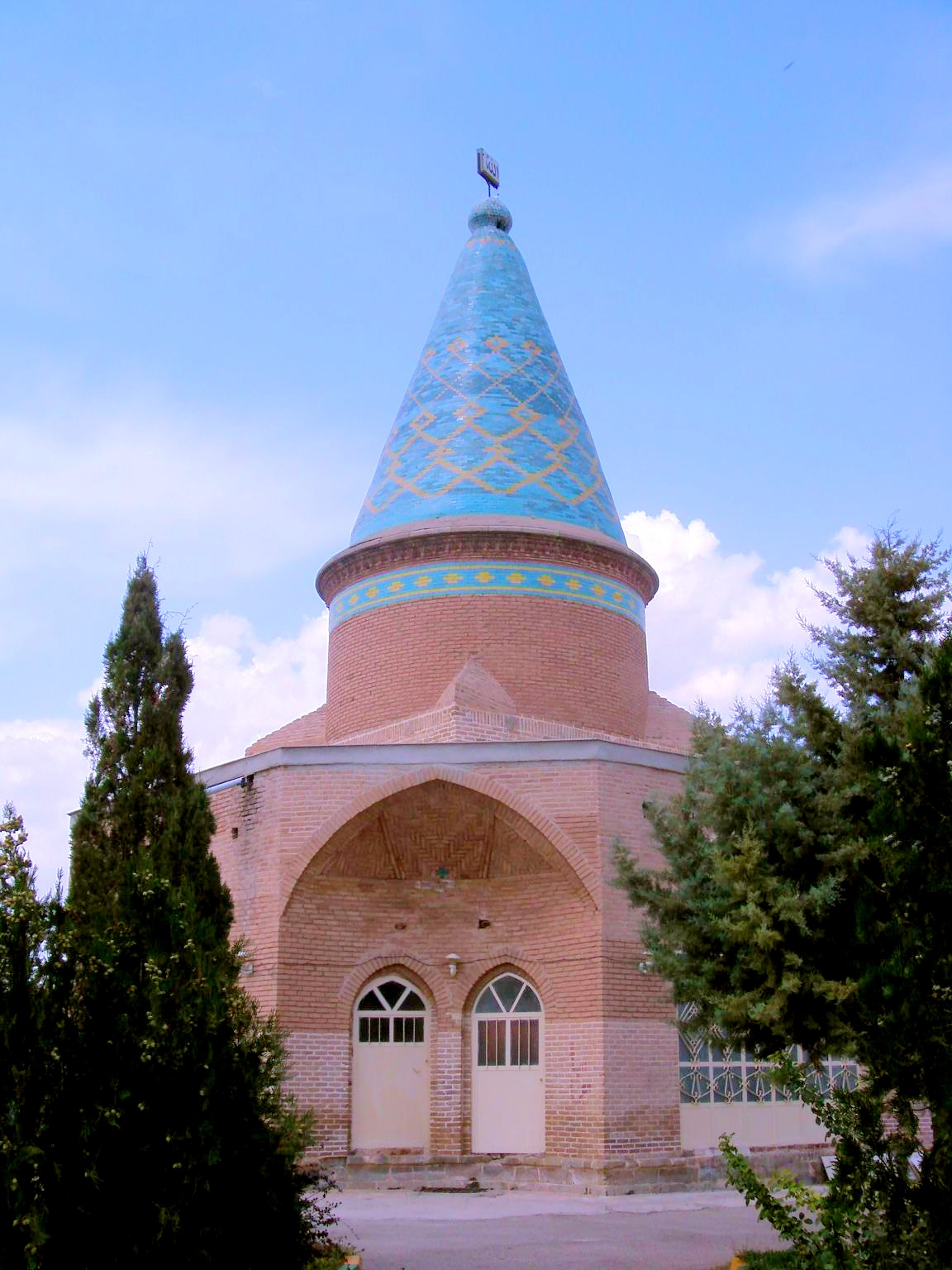
مزار زيد الكبير من أشهر الآثار الدينية والتاريخية في أبهر.

أبهر هي إحدى مقاطعات محافظة زنجان الإيرانية. وقد بلغ عدد سكان المقاطعة (وفقاً لإحصائية عام 2006) حوالي 158,544 نسمة متوزعون في 41,333 عائلة، وهم من الأقلية الآذرية في إيران، وكلهم من الشيعة الإثني عشرية.[بحاجة لمصدر] مركز هذه المقاطعة هي مدينة أبهر، ومن المدن الأخرى في مقاطعة أبهر؛ سلطانية، وصائين قلعة، وهيدج.
ومركز المقاطعة أي مدينة أبهر هي ثاني أكبر مدن زنجان، وتبعد عن مدينة زنجان 85 كيلومتراً باتجاه جنوب الشرق، وتبعد عن العاصمة الإيرانية طهران حوالي 230 كيلومتر، وسطحها يرتفع عن مستوى سطح البحر بقدر 1540 متر.

## أعلام من أبهر
| - أثير الدين الأبهري. - ابن طاهر الأبهري. - أبو بكر الأبهري. | - مينا أحدي. - محمد الفاطمي الأبهري. |